# Olympische Geschichte der Cayman Islands
| Gelbes Symbol für Goldmedaillen mit stilisierten Olympischen Ringen | Graues Symbol für Silbermedaillen mit stilisierten Olympischen Ringen | Braundes Symbol für Bronzemedaillen mit stilisierten Olympischen Ringen |
| ------------------------------------------------------------------- | --------------------------------------------------------------------- | ----------------------------------------------------------------------- |
| —                                                                   | —                                                                     | —                                                                       |

Die Cayman Islands, dessen NOK, das Cayman Islands Olympic Committee, 1973 gegründet wurde, nimmt seit 1976 an Olympischen Sommerspielen teil. Mit Ausnahme der boykottierten Spiele 1980 nahmen Sportler der britischen Karibikinseln an allen folgenden Sommerspielen teil, seit 2010 auch an Winterspielen. Jugendliche Athleten nahmen an den Jugend-Sommerspielen und 2012 an den Jugend-Winterspielen teil.  

## Übersicht

### Sommerspiele
Die erste Teilnahme der Cayman Islands an Olympischen Spielen fand 1976 statt. Die erste Olympiamannschaft umfasste zwei Segler, Gerry Kirkconnell und Peter Milburn, die am 19. Juli 1976 auf dem Ontariosee an der Regatta der 470er teilnahmen. Die Cayman Islands folgten dem Boykottaufruf der USA und blieben den Sommerspiele 1980 in Moskau fern.
1984 in Los Angeles nahmen erstmals Radrennfahrer der Karibikinsel teil, unter ihnen Merilyn Phillips, die am 29. Juli 1984 im Straßenrennen als erste Frau der Cayman Islands an Olympischen Spielen teilnahm. 1988 gingen erstmals Leichtathleten an den Start.
Cydonie Mothersill schaffte es 2000 in Sydney sich als erste Athletin für eine weitere Runde im Wettbewerb zu qualifizieren. Bis dahin waren alle Teilnehmer vorher ausgeschieden bzw. konnten sich nur am Ende des Klassements platzieren. 2004 konnte sie sich im 200-Meter-Lauf bis ins Halbfinale vorkämpfen. In Athen nahmen erstmals Schwimmer von den Cayman Islands teil.
2008 in Peking gab es die erste Finalteilnahme eines Teilnehmers der Karibikinsel. Cydonie Mothersill qualifizierte sich für das Finale über 200 Meter und wurde Achte. Auch die Schwimmer wurden immer stärker. 2012 in London konnten sich die Brüder Brett und Shaune Fraser über 100 und 200 Meter Freistil unter den Top 20 platzieren. In der Leichtathletik war der Sprinter Kemar Hyman für das Halbfinale über 100 Meter qualifiziert, trat dort jedoch nicht an.

### Winterspiele
2010 in Vancouver nahm erstmals ein Wintersportler der Cayman Islands an Olympischen Spielen teil. Der einzige Teilnehmer der Karibikinsel war der Skirennfahrer Dow Travers, der am 23. Februar 2010 im Riesenslalom antrat. Travers war auch 2014 in Sotschi der einzige Teilnehmer der Cayman Islands.

### Jugendspiele
Die Cayman Islands entsandten jugendliche Athleten zu allen bisher ausgetragenen Sommerspielen und zu den Winterspielen 2012. 
2010 in Singapur bestand die Mannschaft aus einer Seglerin und zwei Schwimmern. In Nanjing 2014 gingen eine Leichtathletin, eine Turnerin, eine Reiterin sowie zwei Segler an den Start. Die Reiterin Polly Serpell gewann im Springreiten eine Bronzemedaille als Teammitglied der gemischten Mannschaft. Die Medaille wird im Medaillenspiegel der gemischten Mannschaften zugeordnet.
2012 in Innsbruck nahm der Skirennfahrer Dean Travers, der jüngere Bruder von Dow Travers, an den Jugend-Winterspielen teil. Auf eine Teilnahme 2016 in Lillehammer wurde verzichtet. 

## Übersicht der Teilnehmer

### Sommerspiele
| Jahr      | Athleten           | Athleten           | Athleten           | Flaggenträger           | Sportarten         | Sportarten         | Sportarten         | Sportarten         | Medaillen          | Medaillen          | Medaillen          | Medaillen          | Rang               |
| Jahr      | Gesamt             | Männer             | Frauen             | Flaggenträger           | Segeln             | Radsport           | Leichtathletik     | Schwimmen          |                    |                    |                    | Total              | Rang               |
| --------- | ------------------ | ------------------ | ------------------ | ----------------------- | ------------------ | ------------------ | ------------------ | ------------------ | ------------------ | ------------------ | ------------------ | ------------------ | ------------------ |
| 1896–1972 | nicht teilgenommen | nicht teilgenommen | nicht teilgenommen | nicht teilgenommen      | nicht teilgenommen | nicht teilgenommen | nicht teilgenommen | nicht teilgenommen | nicht teilgenommen | nicht teilgenommen | nicht teilgenommen | nicht teilgenommen | nicht teilgenommen |
| 1976      | 2                  | 2                  | 0                  |                         | 2                  |                    |                    |                    |                    |                    |                    |                    |                    |
| 1980      | nicht teilgenommen | nicht teilgenommen | nicht teilgenommen | nicht teilgenommen      | nicht teilgenommen | nicht teilgenommen | nicht teilgenommen | nicht teilgenommen | nicht teilgenommen | nicht teilgenommen | nicht teilgenommen | nicht teilgenommen | nicht teilgenommen |
| 1984      | 8                  | 7                  | 1                  | Carson Ebanks           | 2                  | 6                  |                    |                    |                    |                    |                    |                    |                    |
| 1988      | 8                  | 7                  | 1                  | Alfred Ebanks           |                    | 6                  | 2                  |                    |                    |                    |                    |                    |                    |
| 1992      | 10                 | 10                 | 0                  | Byron Marsh             | 3                  | 6                  | 2                  |                    |                    |                    |                    |                    |                    |
| 1996      | 9                  | 8                  | 1                  | Carson Ebanks           | 7                  | 1                  | 1                  |                    |                    |                    |                    |                    |                    |
| 2000      | 3                  | 1                  | 2                  | Kareem Streete-Thompson | 1                  |                    | 2                  |                    |                    |                    |                    |                    |                    |
| 2004      | 5                  | 3                  | 2                  | Cydonie Mothersill      |                    |                    | 2                  | 3                  |                    |                    |                    |                    |                    |
| 2008      | 4                  | 3                  | 1                  | Ronald Forbes           |                    |                    | 2                  | 2                  |                    |                    |                    |                    |                    |
| 2012      | 4                  | 4                  | 0                  | Kemar Hyman             |                    |                    | 2                  | 2                  |                    |                    |                    |                    |                    |
| 2016      | 5                  | 3                  | 2                  | Ronald Forbes           | 1                  |                    | 2                  | 2                  |                    |                    |                    |                    |                    |
| Gesamt    | Gesamt             | Gesamt             | Gesamt             | Gesamt                  | Gesamt             | Gesamt             | Gesamt             | Gesamt             | 0                  | 0                  | 0                  | 0                  | -                  |

### Winterspiele
| Jahr      | Athleten           | Athleten           | Athleten           | Flaggenträger      | Sportarten         | Medaillen          | Medaillen          | Medaillen          | Rang               |
| Jahr      | Gesamt             | Männer             | Frauen             | Flaggenträger      | Ski Alpin          |                    |                    |                    | Rang               |
| --------- | ------------------ | ------------------ | ------------------ | ------------------ | ------------------ | ------------------ | ------------------ | ------------------ | ------------------ |
| 1924–2006 | nicht teilgenommen | nicht teilgenommen | nicht teilgenommen | nicht teilgenommen | nicht teilgenommen | nicht teilgenommen | nicht teilgenommen | nicht teilgenommen | nicht teilgenommen |
| 2010      | 1                  | 1                  | 0                  | Dow Travers        | 1                  |                    |                    |                    |                    |
| 2014      | 1                  | 1                  | 0                  | Dow Travers        | 1                  |                    |                    |                    |                    |
| 2018      | nicht teilgenommen | nicht teilgenommen | nicht teilgenommen | nicht teilgenommen | nicht teilgenommen | nicht teilgenommen | nicht teilgenommen | nicht teilgenommen | nicht teilgenommen |
| Gesamt    | Gesamt             | Gesamt             | Gesamt             | Gesamt             | Gesamt             | 0                  | 0                  | 0                  | –                  |

### Jugend-Sommerspiele
| Jahr   | Athleten | Athleten | Athleten | Flaggenträger | Sportarten | Sportarten | Sportarten     | Sportarten | Sportarten | Medaillen | Medaillen | Medaillen | Rang |
| Jahr   | Gesamt   | Jungen   | Mädchen  | Flaggenträger | Segeln     | Schwimmen  | Leichtathletik | Reiten     | Turnen     |           |           |           | Rang |
| ------ | -------- | -------- | -------- | ------------- | ---------- | ---------- | -------------- | ---------- | ---------- | --------- | --------- | --------- | ---- |
| 2010   | 3        | 1        | 2        | Seiji Groome  | 1          | 2          |                |            |            |           |           |           |      |
| 2014   | 5        | 1        | 4        |               | 2          |            | 1              | 1          | 1          |           |           |           |      |
| Gesamt | Gesamt   | Gesamt   | Gesamt   | Gesamt        | Gesamt     | Gesamt     | Gesamt         | Gesamt     | Gesamt     | 0         | 0         | 0         | –    |

### Jugend-Winterspiele
| Jahr   | Athleten           | Athleten           | Athleten           | Flaggenträger      | Sportarten         | Medaillen          | Medaillen          | Medaillen          | Rang               |
| Jahr   | Gesamt             | Jungen             | Mädchen            | Flaggenträger      | Ski Alpin          |                    |                    |                    | Rang               |
| ------ | ------------------ | ------------------ | ------------------ | ------------------ | ------------------ | ------------------ | ------------------ | ------------------ | ------------------ |
| 2012   | 1                  | 1                  | 0                  | Dean Travers       | 1                  |                    |                    |                    |                    |
| 2016   | nicht teilgenommen | nicht teilgenommen | nicht teilgenommen | nicht teilgenommen | nicht teilgenommen | nicht teilgenommen | nicht teilgenommen | nicht teilgenommen | nicht teilgenommen |
| Gesamt | Gesamt             | Gesamt             | Gesamt             | Gesamt             | Gesamt             | 0                  | 0                  | 0                  | –                  |

## Medaillengewinner

### Goldmedaillen
Bislang (Stand 2017) keine Medaillengewinner

### Silbermedaillen
Bislang (Stand 2017) keine Medaillengewinner

### Bronzemedaillen
Bislang (Stand 2017) keine Medaillengewinner